# Pevné pouto (film)
Pevné pouto je film natočený oscarovým režisérem Peterem Jacksonem podle stejnojmenné knižní předlohy Alice Sebold. Příběh vypráví dívka, která byla zavražděna. Z nebe pozoruje členy rodiny i svého vraha. Rozhoduje se, jestli v ní převáží touha po pomstě nebo snaha pomoci rodině, aby se s její ztrátou vyrovnala. Ve filmu hrají Mark Wahlberg, Rachel Weisz, Susan Sarandon a v hlavní roli Saoirse Ronan.

## Obsazení
| Saoirse Ronanová  | Susie Salmonová   |
| Mark Wahlberg     | Jack Salmon       |
| Rachel Weisz      | Abigail Salmonová |
| Susan Sarandonová | babička Lynn      |
| Stanley Tucci     | George Harvey     |
| Rose McIver       | Lindsey Salmonová |
| Michael Imperioli | Len Fenerman      |
| Carolyn Dando     | Ruth              |
| Amanda Michalka   | Clarissa          |